# Inge Frohnert
Inge Frohnert (* 23. März 1924 in Domnau, Kreis Friedland; † 21. Januar 2013 in Berlin) war eine deutsche Politikerin der (SPD).

## Leben
Nach dem Besuch der Grundschule und Realschule, 1940 mittlere Reife. Danach Besuch der Höheren Handelsschule mit Abschluss 1942.
1946 Eintritt in den öffentlichen Dienst Berlins als Verwaltungsangestellte. 1955 Übernahme in das Beamtenverhältnis. Besuch der Verwaltungsschule und Verwaltungsakademie. 1960 Diplom-Kameralistin und Senatsrätin beim Senator für Finanzen in Berlin. Sachbearbeiterin beim Zentralverband Politischer Flüchtlinge und Ostgeschädigter e. V. auf Honorarbasis.
Seit 1967 Mitglied der SPD. Mitglied des Kreisvorstandes Berlin-Spandau. Mitglied des Landesvorstandes der Arbeitsgemeinschaft für Arbeit der SPD, bis 1983 stellvertretende Landesvorsitzende. Landesparteitagsdelegierte, 1976 bis 1981, Mitglied der Bezirksverordnetenversammlung Berlin-Spandau. Juni 1981 Mitglied im Abgeordnetenhaus von Berlin über die Spandauer Bezirksliste. Seit 1973 Mitglied der Gewerkschaft ÖTV. Mitglied im Kuratorium des Lette-Vereins. Stellvertretendes Mitglied im Beirat beim Bundesausgleichsamt. Bis 2002 Vorsitzende der SPD-Arbeitsgemeinschaft AG 60 Plus, Ehrenvorsitzende der AG 60 Plus. Vorsitzende des Arbeitskreises Berliner Senioren (ABS), bis 2006 Vorsitzende der EURAG-Deutschland – Sektion im Bund der älteren Generation Europas, danach Ehrenvorsitzende.
Als Abgeordnete der SPD gehörte sie von 1981 bis 1991 dem Abgeordnetenhaus von Berlin an und war Mitglied im Ausschuss für Gesundheit und Soziales sowie im Petitionsausschuss. Von 1990 bis 1991 war Frohnert Vizepräsidentin des Abgeordnetenhauses.
Beim Ausscheiden aus dem Abgeordnetenhaus 1991 hinterließ sie die seitdem jährlich stattfindende Veranstaltung „Senioren debattieren im Parlament“. Im Jahr 2001 schrieb sie den ersten Entwurf für ein Seniorenmitwirkungsgesetz, das im Jahr 2006 in Berlin als erstem Bundesland vom Abgeordnetenhaus verabschiedet wurde.

## Ehrungen
- Verdienstkreuz 1. Klasse der Bundesrepublik Deutschland
- 2000: Verdienstorden des Landes Berlin
- Frohnert war ab 2008 Stadtälteste von Berlin.[1]